# Liste der Vorsitzenden des Organs zur Überprüfung der Handelspolitiken
Diese Liste der Vorsitzenden des Organs zur Überprüfung der Handelspolitiken der Welthandelsorganisation führt alle Personen auf, die den Vorsitz des Organs zur Überprüfung der Handelspolitiken der WTO innehatten.
Der Punkt Datum bezeichnet das Treffen des Allgemeinen Rates, bei dem der Konsens über die Person, die das Amt ausüben soll, festgestellt wurde.

## Liste
| Jahr        | Amtsträger                 | Nationalität  | Datum             |        |
| ----------- | -------------------------- | ------------- | ----------------- | ------ |
| 1995        | Néstor Osorio Londoño      | Kolumbien     |                   | [ 1 ]  |
| 1996–1997   | Anne Anderson              | Irland        | 13. Dezember 1995 | [ 2 ]  |
| 1997–1998   | Munir Akram                | Pakistan      | 7. Februar 1997   | [ 3 ]  |
| 1998 . 1999 | Ali Said Mchumo            | Tansania      | 19. Februar 1998  | [ 4 ]  |
| 1999–2000   | Jean-Marie Noirfalisse     | Belgien       | 16. Februar 1999  | [ 5 ]  |
| 2000–2001   | Iftekhar Ahmed Chowdhury   | Bangladesch   | 8. Februar 2000   | [ 6 ]  |
| 2001–2002   | Pekka Huhtaniemi           | Finnland      | 9. Februar 2001   | [ 7 ]  |
| 2002–2003   | Amina Chawahir Mohamed     | Kenia         | 15. Februar 2002  | [ 8 ]  |
| 2003–2004   | Mary Whelan                | Irland        | 10. Februar 2003  | [ 9 ]  |
| 2004–2005   | Puangrat Asavapisit        | Thailand      | 11. Februar 2004  | [ 10 ] |
| 2005–2006   | Don Stephenson             | Kanada        | 15. Februar 2005  | [ 11 ] |
| 2006–2007   | Claudia Uribe              | Kolumbien     | 8. Februar 2006   | [ 12 ] |
| 2007–2008   | Vesa Himanen               | Finnland      | 7. Februar 2007   | [ 13 ] |
| 2008–2009   | Yonov Frederick Agah       | Nigeria       | 6. Februar 2008   | [ 14 ] |
| 2009–2010   | István Major               | Ungarn        | 3. Februar 2009   | [ 15 ] |
| 2010–2011   | Bozkurt Aran               | Türkei        | 22. Februar 2010  | [ 16 ] |
| 2011–2012   | Mario Matus                | Chile         | 22. Februar 2011  | [ 17 ] |
| 2012–2013   | Eduardo Muñoz Gómez        | Kolumbien     | 24. Februar 2012  | [ 18 ] |
| 2013–2014   | Joakim Reiter              | Schweden      | 25. Februar 2013  | [ 19 ] |
| 2014–2015   | Mariam Salleh              | Malaysia      | 14. März 2014     | [ 20 ] |
| 2015–2016   | Atanas Paparisow           | Bulgarien     | 20. Februar 2015  | [ 21 ] |
| 2016–2017   | Irene Young                | Hongkong      | 24. Februar 2016  | [ 22 ] |
| 2017–2018   | Juan Carlos González       | Kolumbien     | 7. April 2017     | [ 23 ] |
| 2018–2019   | Eloi Laourou               | Benin         | 7. März 2018      | [ 24 ] |
| 2019–2020   | Manuel Teehankee           | Philippinen   | 28. Februar 2019  | [ 25 ] |
| 2020–2021   | Harald Aspelund            | Island        | 3. März 2020      | [ 26 ] |
| 2021–2022   | Athaliah Lesiba Molokomme  | Botswana      | 4. März 2021      | [ 27 ] |
| 2022–2023   | Ángel Villalobos Rodríguez | Mexiko        | 24. Februar 2022  | [ 28 ] |
| 2023–2024   | Saqer Abdullah Almoqbel    | Saudi-Arabien | 7. März 2023      | [ 29 ] |
| 2024–2025   | Adamu Mohammed Abdulhamid  | Nigeria       | 22. März 2024     | [ 30 ] |
| 2025 -      | Asset Irgaliyev            | Kasachstan    | 18. Februar 2025  | [ 31 ] |